# Desiré Inglander
Desiré Margareta Inglander, född 2 maj 2001 i Stockholm, är en svensk fotomodell och influerare. Hon hade 742 000 följare på Instagram i juni 2025 och 1,1 miljoner följare på Tiktok i juni 2025. Tillsammans med sambon Armand Duplantis hade hon Youtube-kanalen Mondo & Desiré med 25 000 prenumeranter (mars 2023), den var nedlagd senast 2024.

## Biografi
Desiré Inglander, dotter till SBAB:s VD Mikael Inglander, inledde ett förhållande med friidrottaren Armand Duplantis 2020 och sedan 2021 är de sambor.
Enligt uppgifter från 2022 arbetade hon som modell för agenturen Ksting och hade bland annat gjort uppdrag för webbshoppen Nelly.com.  I maj 2023 gick hon en kort utbildning i content marketing vid Berghs School of Communication. Det är också som influenser hon kommit att livnära sig.
När Expressen rankade Årets kvinnor 2023 placerades hon på plats 49 av 100.